# Зламані весільні дзвони
«Зламані весільні дзвони» (англ. Cracked Wedding Bells) — американська короткометражна кінокомедія режисера Чарльза Райснера 1923 року.

## У ролях
- Чарльз Райснер — репортер